# Maestro di Verucchio

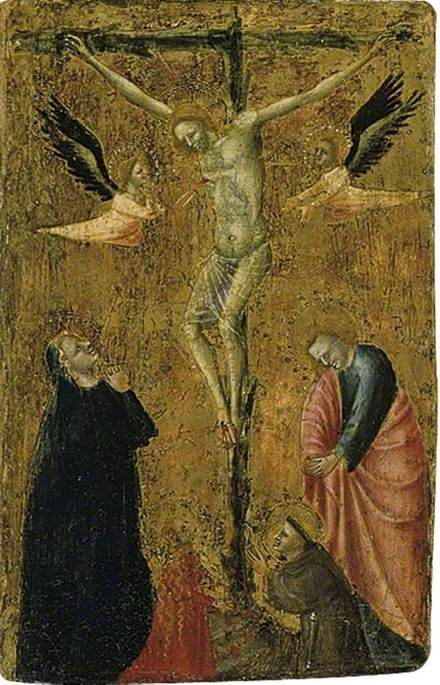
Crocifissione

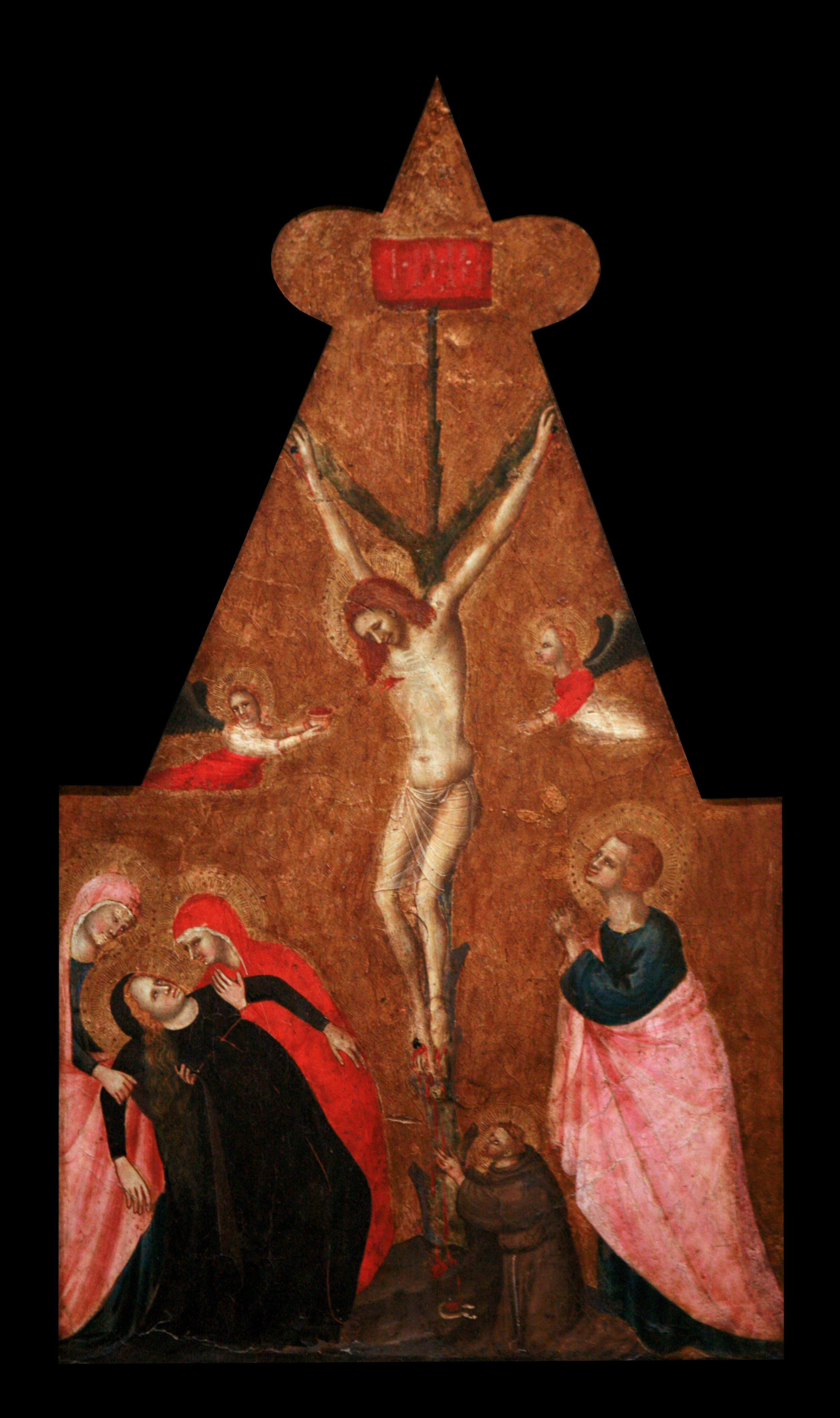
Crocifissione, Museo delle Belle Arti, Strasburgo

Con il nome Maestro di Verucchio viene indicato un anonimo pittore attivo nell'ultimo quarto del XIV secolo, autore di un gruppo di opere, incentrate sul Crocifisso della chiesa collegiata di Verucchio, che rivelano una originale personalità della scuola riminese, ma anche aperta ad influssi umbri. L'attuale critica, accogliendo l'ipotesi di Boskovits, è propensa a identificare il Maestro di Verucchio con Francesco da Rimini.
Le varie opere sono caratterizzate da una arcaica incisività fortemente espressiva; un elenco delle opere a lui attribuite comprende:
- Crocifisso, Galleria nazionale delle Marche, Urbino
- Crocifissione, Galleria nazionale delle Marche, Urbino
- Madonna e Santi
- Crocifissione, Museo Stibbert, Firenze
- Noli me tangere, National Gallery, Dublino
- Crocifissione, Museo di Belle Arti, Strasburgo